# Aleuropteryx wawrikae
Aleuropteryx wawrikae is een insect uit de familie van de dwerggaasvliegen (Coniopterygidae), die tot de orde netvleugeligen (Neuroptera) behoort. 
De wetenschappelijke naam Aleuropteryx wawrikae is voor het eerst geldig gepubliceerd door Rausch & H. Aspöck in 1978.